# Битва під Варшавою (1705)
Битва під Варшавою (також відома як Битва під Раковцем)  сталася біля Варшави 31 липня 1705 р. (григоріанський календар)  під час Великої Північної війни. Була частиною владної боротьби за польський-литовський престол. Велася між Августом II Сильним і Станіславом Лещинським та їхніми союзниками. Август II вступив у Північну війну як курфюрст Саксонського курфюрства та король Польсько-литовської співдружності, утворивши союз із Данією-Норвегією та Московським царством. Станіслав Лещинський у 1704 році за підтримки шведської армії Карла XII захопив польський престол. Боротьба за трон змусила польську шляхту визначатися: Варшавська конфедерація підтримала Лещинського та Швецію, а Сандомирська конфедерація поставила на Августа II і його союзників. Конфлікт призвів до Польської громадянської війни 1704—1706 рр.
1705 р. у Варшаві планувалися дві події: засідання польського парламенту для офіційного укладення миру між Польщею та Швецією та коронація Станіслава Лещинського як нового польського короля. Тим часом Август II і його союзники розробили «велику стратегію» (похід на Гродно), яка передбачала об'єднаний напад із метою розгрому шведських військ і відновлення Августа II на польському престолі. Отож, союзницька армія чисельністю 10 000 кіннотників під командуванням Отто Арнольда фон Пайкулла була вислана у Варшаву, щоб перервати роботу польського парламенту. Щоб захистити його, шведи надіслали свій власний контингент чисельністю у 2000 вояків під командуванням Карла Нірота. Підбадьорений тим, що він настільки сильно чисельно переважав над шведами, Пайкулл взяв ініціативу у свої руки і вдався до атаки. 30 липня він зумів зі своєю армією перейти Віслу, яку затято боронили кілька шведських ескадронів, та дістався 31 липня до рівнин біля Раковця, прямо на захід від Варшави, де в той же день ці два війська вступили у відкритий бій.
Союзницьке ліве крило Августа II швидко подалося; після короткої, але запеклого бою, те саме трапилося і з правим краєм та центром. Пайкуллу вдалося зібрати частину своїх військ за кілька кілометрів, в тодішньому селі Одоляни (нині частина району Воля), де бій відновився. Шведи знову взяли гору і цього разу виграли битву. Вони захопили Пайкулла вкупі з листами та іншими документами, які пролили шведам світло на стратегічні наміри союзників Августа II. Коронація Станіслава Лещинського відбулася на початку жовтня. Мир між Польщею та Швецією в листопаді 1705 року дозволив шведському королю зосередити свою увагу на московській загрозі біля Гродно. Подальша кампанія привела до Альтранштадського миру, згідно з яким Август II відмовився і від своїх претензій на польський трон, і від союзу з Петром Першим.

## Виноски
1. ↑  Раковець пізніше став частиною варшавського району Охота.
2. ↑  Якщо не вказано інше, стаття використовує дати за григоріанським календарем (новим стилем), на противагу шведському або юліанському календареві (старий стиль), які використовувалися тоді також.